# Departamento Totoral
Totoral es un departamento en la provincia de Córdoba (Argentina).
Para fines catastrales el departamento se divide en 5 pedanías: Candelaria, Macha, Río Pinto, Sinsacate y Totoral.

## Historia
En los comienzos de la organización administrativa de la provincia de Córdoba, una de las unidades que la componían era la vasta Tulumba, integrada por los actuales territorios de Totoral, Ischilín, y la propia Tulumba.
Hacia 1822 Ischilín ya se había separado, en tanto que Totoral hizo lo propio décadas más tarde. En efecto, la creación de esta jurisdicción fue realizada por medio de una ley provincial sancionada el 16 de noviembre de 1858, durante el gobierno de Mariano Fragueiro.
En octubre de 1875, bajo el gobierno de Enrique Rodríguez, se establecieron los límites entre Totoral y Anejos Norte, hoy departamento Colón, tomándose como referencia el curso de agua Los Dos Ríos o Jesús María. En los años siguientes se fueron fijando los límites departamentales, especialmente con el departamento Ischilín.
El 14 de abril de 1886 entró en vigencia un decreto en virtud del cual la población de Sarmiento quedó también bajo la jurisdicción de Totoral.
La superficie departamental es de 3145 km², que representa el 1,9% del total del territorios cordobés. Villa del Totoral es la cabecera departamental.
Por ley n.º 7769 sancionada el 29 de enero de 1988 una parte del departamento Totoral en la pedanía Sinsacate fue transferida al departamento Colón en la pedanía Cañas.

## Economía
El movimiento económico tiene sus pilares en la producción agropecuaria, en un importante polo industrial centrado en Villa del Totoral, ligado a la industria alimenticia y sectores derivados, a una pujante actividad comercial, y también el turismo.
Es que la presencia de las estancias de Jesús María y Santa Catalina, declaradas Patrimonio de la Humanidad, se suman a la tradición veraniega de Villa del Totoral, localidad que fuera desde antaño elegida para el descanso por tradicionales familias cordobesas y tucumanas.
La agricultura se ha extendido desde el este hacia el oeste y las distintas variedades de soja han permitido la siembra de este cultivo en el oeste departamental, desplazando en parte a la ganadería. Son importantes las áreas sembradas de algunos cultivos en el contexto provincial: maíz (3,36%), soja (2,45%) y trigo (1,82%), entre otros.
La ganadería es otros sector de gran incidencia en la economía de Totoral. En 2002, las existían en el departamento 138.954 bovinos, 3.222 equinos, 2.146 ovinos y 1.381 caprinos, entre otros.

## Localidades y gobiernos locales
El departamento comprende 10 gobiernos locales, cuyos ejidos municipales no son colindantes y por tanto no ocupan la totalidad del territorio departamental. 
Se encuentran categorizados en 5 municipios:
- Cañada de Luque
- Las Peñas
- Sarmiento
- Sinsacate
- Villa del Totoral

Y 5 comunas:
- Candelaria Sud
- Capilla de Sitón
- La Pampa
- Los Mistoles
- Simbolar

Hay otras 2 localidades que no se constituyen en gobiernos locales y por tanto no poseen ejido municipal ni autoridades propias:
- La Paz
- Santa Catalina

## Demografía
Luego de décadas de expulsión de habitantes, desde 1947 hasta 1980, y gracias a la evolución económica y el desarrollo industrial de la cabecera departamental, Villa del Totoral, comenzó a revertir sensiblemente dicho comportamiento, que se potenció en la década de 1990.
En noviembre de 2001, cuando se realizó el censo de población, 16 479 personas habitaban esta unidad administrativa. Esta población, representaba apenas el 0,54 % del total de la provincia.
Otra característica demográfica, es la concentración de población en torno a la histórica localidad de Villa del Totoral, ya que el 43,15% de los habitantes de esta unidad administrativa residían en la cabecera departamental.

### Estructura
Según el censo 2022 la población total del departamento es de 22 495 personas, repartidas en 
11 294 mujeres y 11 201 hombres, con un índice de masculinidad de 99,1 hombres por cada 100 mujeres. 
La edad mediana de la población es de 31 años (32 años entre las mujeres y 31 años entre los hombres).
El 10,5% de la población tiene más de 65 años (frente al 9,3% en 2010), y el 2,2% de la población tiene más de 80 años (frente al 2,1% en 2010)

### Salud y educación
El 61,3% de la población tiene al menos un tipo de cobertura de salud. 
Unas 7 351 personas asisten a algún tipo de establecimiento educativo de cualquier nivel y unas 2 015 personas tienen un título terciario o superior (14,6% sobre el total de la población instruida). La tasa de alfabetización es del 99,7

### Migraciones
De las personas residentes en el departamento, unas 2 137 (9,5% del total de población) nacieron en otra provincia, y unas  168 (0,7% del total de población) lo hicieron fuera del país, siendo los grupos de inmigrantes más numerosos los provenientes de:
- Bolivia: 28 personas
- Venezuela: 27 personas
- Paraguay: 11 personas
- Colombia: 10 personas
- Italia: 10 personas

### Hogares
En el departamento hay un total de 9 071 viviendas  y 7 531 hogares. 
En cuanto al régimen de tenencia y regularidad de la propiedad de las viviendas, el 57,0% es propia, el 19,4% es alquilada, el 10,7% es cedida o prestada, y el resto se encuentra en otra situación.
Sobre el total de hogares, 6 725 (89,3% del total) tienen acceso a red pública de agua corriente, solo  240 (3,2% del total) tienen desagüe y descarga a red pública cloacal, 2 122 (28,2% del total) tienen acceso a red pública de gas, y 4 142 (55,0% del total) tienen acceso a red de internet en la vivienda. 

## Sismicidad
La sismicidad de la región de Córdoba es frecuente y de intensidad baja, y un silencio sísmico de terremotos medios a graves cada 30 años en áreas aleatorias. Sus últimas expresiones se produjeron:
- 22 de septiembre de 1908 (116 años), a las 17.00 UTC-3, con 6,5 Richter, escala de Mercalli VII; ubicación 30°30′0″S 64°30′0″O / -30.50000, -64.50000; profundidad: 100 km; produjo daños en Deán Funes, Cruz del Eje y Soto, provincia de Córdoba, y en el sur de las provincias de Santiago del Estero, La Rioja y Catamarca[25]

- 16 de enero de 1947 (78 años), a las 2.37 UTC-3, con una magnitud aproximadamente de 5,5 en la escala de Richter (terremoto de Córdoba de 1947)[24]

- 28 de marzo de 1955 (69 años), a las 6.20 UTC-3 con 6,9 Richter: además de la gravedad física del fenómeno se unió el desconocimiento absoluto de la población a estos eventos recurrentes (terremoto de Villa Giardino de 1955)

- 7 de septiembre de 2004 (20 años), a las 8.53 UTC-3 con 4,1 Richter

- 25 de diciembre de 2009 (15 años), a las 21.42 UTC-3 con 4,0 Richter